# Yūki Fuji
Yūki Fuji (japanisch 冨士 祐樹 Fuji Yūki; * 7. Mai 1981 in der Präfektur Saitama) ist ein ehemaliger japanischer Fußballspieler.

## Karriere
Fuji erlernte das Fußballspielen in der Universitätsmannschaft der Kokushikan-Universität. Seinen ersten Vertrag unterschrieb er 2004 bei Otsuka Pharmaceuticals (heute: Tokushima Vortis). Der Verein spielte in der dritten Liga des Landes, der Japan Football League. 2004 wurde er mit dem Verein Meister der Japan Football League und stieg in die J2 League auf. 2008 wechselte er zum Drittligisten New Wave Kitakyushu (heute: Giravanz Kitakyushu). Am Ende der Saison 2009 stieg der Verein in die J2 League auf. 2015 wechselte er zum Ligakonkurrenten FC Gifu.